# Alsou
Alsu Ralifovna Abramova (Safina) (russisk: Алсу́ Рали́фовна  Абра́мова (Са́фина), født 27. juni 1983 i Bugulma, Republikken Tatarstan, Sovjetunionen]) er en russisk sanger, som repræsenterede Rusland ved Eurovision Song Contest 2000 med sangen "Solo".